# Javier Andrés Sanguinetti
Javier Andrés Sanguinetti  (Rojas, Buenos Aires; 28 de agosto de 1990) es un futbolista argentino nacionalizado boliviano. Juega como centrocampista. Actualmente milita en Sport Huancayo de la Liga 1 del Perú. sin embargo, antes tenía un contrato con Gualberto villaroel, y sin embargo,firmó contrato con Sport huancayo de Perú.

## Trayectoria
Desde los cinco años comenzó a jugar en el club Huracán de Rojas, donde jugó hasta los 16 años. Luego estuvo dos años en las divisiones inferiores del Club Atlético Huracán, de donde a los 18 años quedó libre. Luego pasó a Deportivo Morón, en donde permaneció un año en inferiores para luego debutar en primera de la mano de “Cachín” Blanco. A los 22 años fue cedido al Club Atlético San Miguel por seis meses, donde fue dirigido por Hugo Parrado. A mediados del 2013 firmó con Boyacá Chicó Fútbol Club por 3 años llegando para salvar a su equipo del descenso, que finalmente lo logró.
En el 2015 lo fichó Jaguares de Córdoba de la Categoría Primera A. Luego de un buen paso por Jaguares de Córdoba, jugó un semestre en Puerto Cabello ( Venezuela) de gran actuación, llegó a Bolivia jugando en Nacional Potosí. Actualmente juega en San José de la ciudad de Oruro, equipo con el que salió campeón 2018. Fue ganador del balón de oro en Bolivia, año 2018 (Premio al mejor futbolista).

## Clubes
| Club                      | País      | Año               |
| ------------------------- | --------- | ----------------- |
| Deportivo Morón           | Argentina | 2011 - 2012       |
| C. A. San Miguel          | Argentina | 2013              |
| Boyacá Chicó              | Colombia  | 2013 - 2015       |
| Jaguares de Córdoba F. C. | Colombia  | 2015              |
| Puerto Cabello            | Venezuela | 2016              |
| Nacional Potosí           | Bolivia   | 2016 - 2017       |
| San José                  | Bolivia   | 2017 - 2019       |
| Always Ready              | Bolivia   | 2020 - 2021       |
| Jorge Wilstermann         | Bolivia   | 2022              |
| Al-Najma                  | Baréin    | 2022              |
| Makedonikos FC            | Grecia    | 2023              |
| Gualberto Villarroel      | Bolivia   | 2024 - Actualidad |

## Palmarés

### Títulos nacionales
| Título           | Club         | País    | Año           |
| ---------------- | ------------ | ------- | ------------- |
| Primera División | San José     | Bolivia | Clausura 2018 |
| Primera División | Always Ready | Bolivia | Apertura 2020 |

### Distinciones individuales
| Distinción                                         | Año  |
| -------------------------------------------------- | ---- |
| Mejor futbolista de la Primera División de Bolivia | 2018 |